# Betty Kaunda
Betty Kaunda, née Béatrice Kaweche Banda le 17 novembre 1928 et morte le 18 septembre 2012, est l'épouse du premier président de la Zambie, Kenneth Kaunda. Ils se sont mariés en 1946, ont vécu ensemble pendant 66 ans et ont participé ensemble à la lutte pour l'indépendance. Elle est devenue la Première dame de Zambie, pendant 27 ans, de 1964 à 1991. 

## Biographie
Elle est née le 17 novembre 1928, au sein de la famille de Kaweche Banda et Milika Sakala Banda, à Mpika. Elle bénéficie de formations dans des établissements religieux. Puis elle travaille comme enseignante à Mufulira. En 1946, elle se marie au Dr Kenneth Kaunda, un fils de pasteur, et s'implique ensuite avec lui dans la lutte pour l'indépendance. Son mari est emprisonné à plusieurs reprises, et elle doit travailler à la production de charbon de bois, pour nourrir sa famille. Elle reçoit de multiples menaces, mais tient bon face à ces tentatives d'intimidation,,.
Son mari devient en 1964 le premier Président de la Zambie indépendante. Elle devient ainsi, de fait, la Première dame de Zambie, et le reste jusqu'en novembre 1991. En tant que Première dame, elle participe à des réceptions ou déplacements, et encourage l'action d'organisations à caractère humanitaire. Selon les observateurs politiques, elle mène une vie  simple. Elle écrit toutefois son auto-biographie avec l'aide de l'écrivain Stephen Andrea Mpashi, racontant les années de lutte. Le livre sort en 1969. Portant les valeurs de la famille et de la culture africaine, elle est vêtue usuellement d'un kitenge (vêtement africain un peu similaire au sarong asiatique) et conseille à ses compatriotes femmes de porter des tenues décentes, sans chercher à s'inspirer de modes étrangères. Son mari doit quitter le pouvoir fin 1991 à la suite des premières élections démocratiques qu'il ait organisé, après avoir dirigé le pays pendant plusieurs décennies, imposant en interne un parti unique et un régime de plus en plus autoritaire. Il a été aussi le soutien des luttes pour la décolonisation, pour l'indépendance et contre l’apartheid dans les pays voisins. Après son départ du pouvoir, il reste à la tête de son parti jusqu'en 2000, et tente un moment de revenir au devant de la scène politique
Durant les années 1990, elle fait preuve de calme, lorsque son mari est, de nouveau, ponctuellement emprisonné. Après le retrait de la vie politique, un des combats de l'ancien président et de son épouse, avec la Fondation Kenneth Kaunda Children of Africa (KKCAF) qu'ils créent, porte sur l'éradication du SIDA dans le pays, et la prise en charge d'orphelins à la suite de cette pandémie. Dans les années 1980, le couple avait perdu un fils, mort de complications liées au VIH, et avait tenu à le faire savoir en octobre 1987, pour briser le tabou entourant ce fléau,.
Elle a souffert de diabète pendant de nombreuses années. Elle meurt le 18 septembre 2012 à Harare. Elle a 83 ans. Son mari lui survit ainsi que huit enfants, 30 petits-enfants et onze arrière-petits-enfants. Le gouvernement décrète trois jours de deuil national. Son enterrement, prévu initialement dans une localité au nord du pays, est déplacé à la capitale, Lusaka, pour prendre en compte la santé fragile de son mari. Celui-ci a du être hospitalisé, trois jours après le décès,.